# Relations entre l'Équateur et l'Inde
Les relations entre l'Équateur et l'Inde sont les relations bilatérales de la république d'Équateur et de la république de l'Inde.

## Histoire
L'Équateur et l'Inde ont établi des relations diplomatiques en 1969. L'Équateur a d'abord ouvert son ambassade à New Delhi en 1973, mais l'a fermée en 1977. L'ambassade a fonctionné à nouveau entre 1984 et 1985, avant d'ouvrir à nouveau en février 2005, ainsi qu'un consulat général à Bombay en 2013. L'ouverture et la fermeture répétées de l'ambassade s'expliquent par les dépenses engagées par l'Équateur pour maintenir une ambassade,. L'ambassade de l'Inde à Bogota, en Colombie, est conjointement accréditée auprès de l'Équateur.
Les deux pays ont signé en 2000 un protocole d'accord sur la tenue de consultations régulières des ministères des affaires étrangères. La première consultation étrangère a eu lieu en 2005, suivie par celles de 2008, 2011 et 2014. Plusieurs visites de niveau ministériel ont eu lieu entre les deux pays. Plusieurs ministres des affaires étrangères équatoriens et d'autres dignitaires se sont rendus en Inde. Depuis l'Inde, les visites de haut niveau en Équateur ont eu lieu au niveau de ministre d'État.
Les deux pays ont signé plusieurs accords bilatéraux de coopération dans les domaines de l'éducation (2006), de l'agriculture (2008) et de la coopération économique (2013). L'Inde et l'Équateur ont signé un protocole sur le Comité économique et commercial conjoint (JETCO) en octobre 2015 à New Delhi.

## Commerce
Le commerce bilatéral entre l'Équateur et l'Inde est passé de 98,9 millions de dollars en 2009 à 1,29 milliard de dollars en 2014-15. Il a ensuite diminué pour atteindre 553,14 millions de dollars en 2015-16. L'Inde a exporté pour 415,45 millions de dollars de marchandises vers l'Équateur, et en a importé pour 137,69 millions de dollars en 2015-16. Les principaux produits exportés par l'Équateur vers l'Inde sont les huiles et combustibles minéraux, le bois et les articles en bois, le cacao et les préparations à base de cacao, l'aluminium et les articles connexes, les machines et les appareils mécaniques, le plomb, le cuivre, le zinc et les articles en contenant, ainsi que divers articles manufacturés. Les principaux produits importés par l'Équateur en provenance de l'Inde sont les huiles et combustibles minéraux, le fer et l'acier, les produits pharmaceutiques, les véhicules, les produits chimiques, les matières plastiques et les articles connexes, les machines et les appareils mécaniques, les machines et équipements électriques, le caoutchouc et les articles.
Le 16 novembre 2008, la ministre équatorienne des affaires étrangères, Maria Isabel Salvador, a rencontré son homologue, Pranab Mukherjee, et a discuté de la coopération en matière de pétrole et de défense. Le nouveau gouvernement équatorien est revenu sur les accords de partage des revenus conclus avec les compagnies pétrolières occidentales et a souhaité établir un nouveau partenariat avec l'ONGC Videsh, une entreprise publique.
Un protocole d'accord a été signé entre deux compagnies pétrolières publiques, ONGC Videsh et Petroecuador, et un autre entre la Confédération des industries indiennes (en) (CII) et le Conseil de promotion des exportations et des investissements de l'Équateur (CORPEI) en 2006.